# Ісламське повстання в Магрибі
Ісламське повстання в Магрибі — збройне протистояння між урядами західно-африканських країн, яких підтримує США і ЄС, і салафітськими повстанськими угрупованнями, найвідомішими з яких є Салафітська група проповіді і боротьби, Вільна салафітська група і Аль-Каїда в Ісламському Магрибі.
Конфлікт є продовженням припиненої 2002 громадянської війни в Алжирі і охопив сусідні країни, в тому числі Туніс, Мавританію, Малі, Нігер, Буркіна-Фасо, Сенегал.
Приблизно в конфлікті загинули 6000 чоловік.

## Передумови
Докладніше: Громадянська війна в Алжирі
Із занепадом Збройної ісламської групи Алжиру (GIA), GSPC залишилася найактивнішою повстанською групою, яка налічувала близько 300 бійців у 2003 році. Вони продовжили кампанію вбивств поліцейських і військовослужбовців у своєму регіоні, а також змогли розширити свою діяльність до Сахари, де їх південний підрозділ на чолі з Амарі Сайфі викрав кількох німецьких туристів у 2003 році, після чого був змушений тікати до малонаселених районів Малі, а згодом до Нігеру і Чаду, де його і затримали.
Дехто вважає, що Ель-Пара насправді працює на алжирський уряд. Наприкінці 2003 року засновника групи усунув ще більш радикальний Набіль Сахрауї, який оголосив про свою відкриту підтримку Аль-Каїди, тим самим зміцнивши урядові зв'язки між США та Алжиром. За повідомленнями, він був убитий незабаром після цього, а його наступником став Абдельмалек Друкдель у 2004 році.
GSPC оголосила про намір атакувати алжирські, французькі та американські цілі. Державний департамент США визнав її іноземною терористичною організацією, а Європейський Союз класифікував її як терористичну організацію.

## Короткий огляд

### Повстання в Алжирі
Конфлікт з GSPC продовжував призводити до значної кількості жертв в Алжирі. На початку 2006 року голова алжирської національної поліції заявив, що тероризм в країні майже ліквідовано, але значні напади продовжуються, і 2007 рік стане піком терактів і нападів терористів-смертників в Алжирі.

### Розширення Конфлікту на інші країни
З метою покращення вербування і фінансування, GSPC приєдналася до Аль-Каїди, і 11 вересня 2006 року лідер Аль-Каїди Айман аль-Завагірі оголосив про об'єднання між групами. У січні 2007 року GSPC перейменувала себе на «Аль-Каїду в ісламському Магрибі» (AQIM), що свідчить про розширення цілей угруповання.
Тепер група має на меті повалення всіх північноафриканських урядів, які вважаються віровідступниками, включаючи уряди Алжиру, Лівії, Малі, Мавританії, Марокко і Тунісу. Операції були розподілені на два ширші «сектори»: Північний Алжир і Туніс були виділені в «центральний емірат», а північні Малі, Нігер, Мавританія і Лівія - в «емірат Сахара» на чолі з Джамелем Окача. Стратегічне керівництво AQIM продовжувало мати штаб-квартиру в гірському регіоні Кабілія на схід від алжирської столиці Алжиру на чолі з керівництвом ради «Шура», що складається з 14 членів.
Після того, як алжирська антитерористична кампанія стала значною мірою успішною і витіснила AQIM з країни, угруповання створило нові бази в країнах Сахелю, таких як Нігер, Мавританія, Чад і Малі. Напади на урядові та військові об'єкти часто не висвітлювалися західними ЗМІ. У 2007 році Сполучені Штати та Велика Британія розпочали операцію «Нескорена Свобода» на підтримку урядів у регіоні.
Часті викрадення іноземців у 2008 році призвели до того, що ралі Дакар було скасовано і назавжди перенесено до Південної Америки.

## Див. Також
- Повстання в Кабо Дельгадо
- Синайське повстання